# Glangevlin

Glangevlin (en irlandais, Gleann Ghaibhle, en anglais, glen of the fork, vallon de la fourche)est un village situé au nord-ouest du comté de Cavan, en Irlande.

## Vue d'ensemble
La localité est située dans les townlands de Gub (Glangevlin) et Tullytiernan, à la jonction de la R200 et de la R207, routes régionales. 
Elle est entourée par les montagnes Cuilcagh et borde les comtés de Leitrim et Fermanagh.
Une grande pierre connue sous le nom de chaise de Maguire est déposée sur le côté droit de la route, à environ 4 miles du village de Glangevlin, ainsi appelé parce qu'il est censé être le site d'inauguration du clan Maguire à l'époque médiévale. 
Glangevlin a conservé une forte tradition irlandaise, l'irlandais était parlé jusque dans les années 1930, l'un des derniers endroits du comté de Cavan où il était encore couramment pratiqué
Glangevlin est également connu pour avoir été le dernier endroit en Irlande à posséder un glacier datant de la dernière ère glaciaire.
Les montagnes Cuilcagh ont été la dernière partie touchée de l'île d'Irlande ainsi que la partie la plus occidentale de l'Europe bar d'Islande. [citation nécessaire]

## Townlands de la paroisse de Glangevlin
Altnasheen; Altshallan; Bellavally Lower; Bellavally Upper; Bursan; Carnmaclean; Carrick West; Coppanaghbane; Coppanaghmore; Corneenflynn; Corracleigh; Corratawy; Creea; Curraghglass; Curraghvah; Derrylahan; Derrynananta Lower; Derrynananta Upper; Derrynatuan; Drumhurrin; Dunmakeever; Eshveagh; Garvalt Lower; Gowlat; Gub (Glangevlin); Knockgorm; Lattone; Legatraghta; Legglass; Legnaderk; Legnagrow; Moneenabrone; Moneensauran; Mullaghlea Glen; Mully Lower; Mully Upper; Tonanilt; Tullycrafton; Tullynacleigh; Tullynacross (Glangevlin); Tullyminister; Tullytiernan.